# Guy de La Brosse

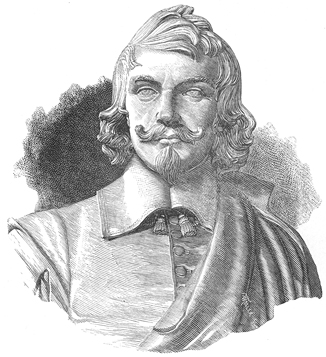
Desenho de um busto de Guy de La Brosse

Guy de La Brosse (1586 – 1641 em Paris), foi um botânico, médico e farmacêutico francês. Médico do rei Luís XIII da França, ele também é notável pela criação de um grande jardim botânico de ervas medicinais, que foi encomendado pelo rei. Este jardim, o Jardin des Plantes (originalmente Jardin du Roi) foi o primeiro jardim botânico de Paris e o segundo da França (depois do jardim de Montpellier criado em 1593).

## Biografia
Guy de La Brosse, médico de Luís XIII, obteve permissão real em 6 de julho de 1626 para fundar, em Paris, um jardim de ervas destinado a cultivar plantas úteis à medicina em substituição às de Montpellier criadas por Henrique IV. Mas esse projeto levou algum tempo para se concretizar, pois a Faculdade de Medicina de Paris considerava o jardim uma competição para suas atividades, pois La Brosse desejava ensinar botânica e química lá.

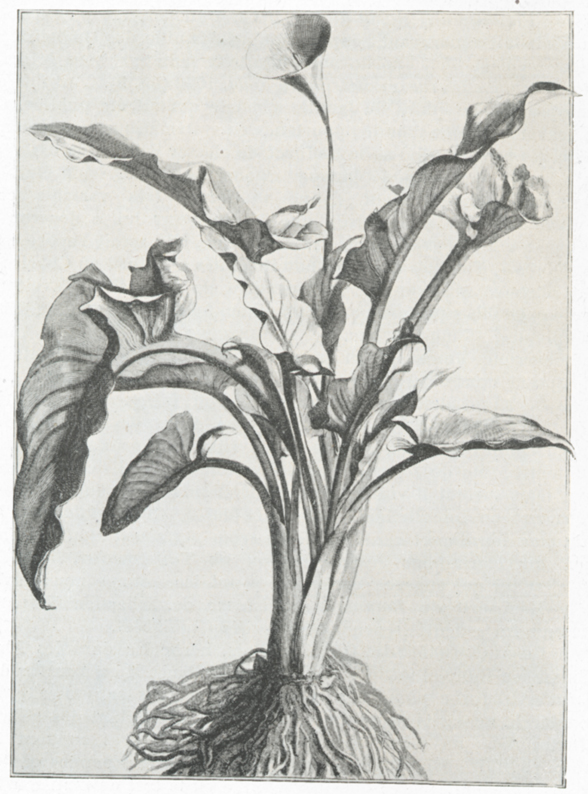
Calla aethopica, desenhada por Abraham Bosse, 1640

Este jardim, denominado "Jardim du roi" (Jardim do Rei), só seria inaugurado oficialmente em 1640, mais de 5 anos após a sua criação. Para acalmar o corpo docente da universidade, o rei só autorizou um professor sem diploma no jardim, ficando essa escolha a cargo do supervisor do jardim.
Em 1628, La Brosse publicou "Dessin du Jardin Royal pour la culture des plantes médicinales" ("Projeto do Jardim Real para o cultivo de plantas medicinais"). Foi publicado novamente com cinco xilogravuras suplementares em 1640. Continha a natureza, virtude e uso das plantas medicinais, um catálogo das plantas atualmente cultivadas e uma planta do jardim. Em 1631 publicou "Avis pour le Jardin royal des plantes" ("Conselhos para o Jardim Real"). La Brosse também havia planejado a publicação de uma "Coleção de plantadores do Jardin du Roi" acompanhada de quatrocentas placas de cobre atribuídas a Abraham Bosse (1602-1676), mas sua morte impediu La Brosse de conseguir isso. Os herdeiros de Guy de La Brosse venderam as placas de cobre a um caldeireiro pelo peso do metal. Guy-Crescent Fagon (1638-1718), sucessor de La Brosse no cargo de Supervisor do Jardin du Roi, conseguiu, depois de muito esforço, localizar apenas cinquenta deles. Eventualmente Sebastien Vaillant (1669–1722) e Antoine de Jussieu (1686–1758) forneceram uma coleção de 24 espécimes.
O Jardin du Roi é agora conhecido como o Jardin des Plantes (Jardim das Plantas).

## Obras
- Traicté de la peste, fait par Guy de La Brosse,... avec les remèdes préservatifs (1623)
- Dessin du Jardin Royal pour la culture des plantes médicinales (1928)
- De la nature, vertu, et utilité des plantes (1628)
- Avis pour le Jardin royal des plantes (1931)
- L'ouverture du Jardin royal de Paris (1640)